# Melampophylax altuspyrenaicus
Melampophylax altuspyrenaicus là một loài Trichoptera trong họ Limnephilidae. Chúng phân bố ở miền Cổ bắc.